# Ecopsychologie
Ecopsychologie is een relatief jonge tak van de psychologie, die de psychologische dimensie onderzoekt van onze relatie als mensen met de natuurlijke omgeving, en op die manier psychologie en ecologie met elkaar verbindt.
Een van de grootste uitdagingen van deze eeuw ligt precies in de integratie van onze technisch-wetenschappelijke cultuur met de ruimere natuurlijke omgeving. Uitgaande van het belang van die integratie voor onze lichamelijke en geestelijke gezondheid, ontstaat de ecotherapie. Ecopsychologie en ecotherapie kunnen ook uitgebreid worden met inzichten uit andere disciplines zoals exacte wetenschappen, antropologie, kosmologie, Oosterse filosofie, diepe ecologie, de Gaia theorie, de biofilie, en wijsheden uit traditionele culturen.
De term ecopsychologie werd waarschijnlijk voor het eerst gebruikt door Theodore Roszak in zijn boek The voice of the earth (1992).